# Ferme d'Hurtebise
Pour les articles homonymes, voir Hurtebise.
La ferme d'Hurtebise est un lieu-dit de la commune de Bouconville-Vauclair, situé sur le Chemin des Dames près de Craonne. Cet endroit est un enjeu de la bataille de Craonne qui oppose le 7 mars 1814 l'armée napoléonienne aux armées russes et prussiennes. Un siècle plus tard, la ferme d'Hurtebise est un lieu stratégique où de violents combats opposent les armées allemandes et françaises lors des différentes batailles du Chemin des Dames pendant la Première Guerre mondiale.

## Localisation
La ferme d'Hurtebise se situe au carrefour des routes départementales D886 et D18CD (le Chemin des Dames) du département de l'Aisne, à moins de 500 m à l'est de la caverne du Dragon, à 1,5 km au sud de l'abbaye de Vauclair, à environ 3 km à l'ouest du Plateau de Californie et à environ 5 km au nord-ouest de Craonne.
Le lieu-dit est aussi nommé l’isthme d'Hurtebise du fait de sa position sur la plus faible largeur du plateau du Chemin des Dames. C'est en cet endroit que les vallées de l'Aisne (au sud) et de l'Ailette (au nord) sont les plus proches. Ainsi la possession de ce lieu est hautement stratégique car il contrôle l'accès à la partie orientale du plateau du Chemin des Dames et domine les deux vallées.

## Toponymie
Selon le toponymiste Ernest Nègre, il existe plusieurs toponymes construits sur les mots de la langue d'oïl hurt ou heurt qui signifient « colline, butte », associés à bise ou vent. Les étymons hurt et heurt ont donné plusieurs toponymes Hurtebise et le toponyme Heurtevent, ancienne commune française du département du Calvados en région Normandie, aujourd'hui appelée Livarot-Pays-d'Auge.
Le nom d'Hurtebise (Vetus Hurtebise) évoque les vents violents qui balaient le plateau,.

## Historique
Le 7 mars 1814, l'empereur Napoléon Ier dort dans la ferme d'Hurtebise à la veille de la Bataille de Craonne,.

### Monument de la bataille de Craonne (1814)
En mars 1914, un premier monument est construit en face de la ferme en souvenir de la bataille de Craonne à l'occasion du centième anniversaire de cette bataille. Il s'agissait d'un obélisque surmonté d'une étoile. Ce monument fut nommé mémorial à la mémoire des Marie-Louise et des Grognards, en référence aux jeunes conscrits de l'armée napoléonienne (surnommés les Marie-Louise) et aux soldats de la Vieille Garde de Napoléon (surnommés les Grognards).

### Première Guerre mondiale
Ce monument est détruit en septembre 1914 au cours des premières batailles de la Première Guerre mondiale,,.
En raison de sa position stratégique, le plateau d'Hurtebise fut occupé par les Allemands dès l'automne 1914, au tout début de la Première Guerre mondiale. Pendant toute la durée de la guerre, de violents combats s'y déroulèrent pour la reprise ou la conservation de ce secteur du Chemin des Dames, situé entre la caverne du Dragon et le Plateau de Californie. Il resta principalement une possession allemande jusqu'en 1918,.

### Monument des Marie-Louise et des Bleuets
En 1927, un second monument fut construit sur le lieu même du précédent monument détruit en 1914.
Ce nouveau monument, appelé monument des Marie-Louise et des Bleuets, est dédié aux jeunes soldats de 1814 et à ceux de 1914-1918.
C'est un groupe sculpté composé de deux statues de bronze sculptées par Maxime Real del Sarte. Elles représentent un soldat de la Garde napoléonienne et un poilu soulevant chacun une couronne de laurier. Le monument fut inauguré le 30 octobre 1927,.
L'actuelle ferme d'Hurtebise, construite après la Première Guerre mondiale, ainsi que le monument des Marie-Louise et des Bleuets, sont recensés à l'Inventaire général du patrimoine culturel de 2006,.